# Скъд
Scud (от англ. – „мъгла“, „облак“, „валеж“; произнася се Скъд) представлява серия от балистични ракети с малък обсег, създадени по времето на СССР и широко изнасяна по света. Запомнена е с означението си в НАТО – SS-1 Scud, което първоначално се отнася за ракетата Р-11, а по-късно и за нейните развития Р-17 и Р-300 „Елбрус“.

## Развитие
Първите балистични ракети, появили се в епохата непосредствено след Втората световна война, са почти пълни копия на германската Фау-2. SS-1 произлиза от Р-1, която е преработена Фау-2, пленена от руснаците в края на 1945 г. Р-11 обаче е нова версия, която използва конфигурация, подобна на немската, но с някои драстични промени – съвсем различна форма, както и единична горивна камера. Монтиран е и заглушител, който ограничава дима и шума при полет. Същият двигател по-късно служи и за основа на руските космически ракети. Р-11, известна също като Scud-A, излита за пръв път през 1957 година. Нейният обсег е бил едва 130 km, и тя е изведена от експлоатация през 1978 г. Най-масовият вариант е Scud-В, който е разпространен по целия свят. Счита се за „стандартен“ модел и има обсег от 300 km. Работното му име е Р-300 „Елбрус“, и е полетял за пръв път през 1961 г. По-нови версии са Scud-С, която има сходни характеристики с В-версията, но с двойно по-голям обсег, и Scud-D, която е пригодена да пренася различни видове конвенционални експлозиви. Всички модели, с изключение на Scud-А са с дължина 11,25 m, диаметър 0,88 m и течногоривен керосинен двигател.
| Вариант    | Наименование на НАТО | Първи полет | Изведена от експлоатация | Обсег  | Бойна глава                           | Максимално отклонение от целта |
| ---------- | -------------------- | ----------- | ------------------------ | ------ | ------------------------------------- | ------------------------------ |
| Р-11       | Scud-A               | 1957        | 1978                     | 130 km | конвенционална                        | 4000 m                         |
| Р-17/Р-300 | Scud-B               | 1961        |                          | 300 km | конвенционална / ОМП                  | 900 m                          |
| Р-300      | Scud-C               | 1965        |                          | 600 km | конвенционална / ОМП                  | 900 m                          |
| Р-17 ВТО   | Scud-D               | 1980-те     |                          | 700 km | конвенционална / касетъчна / вакуумна | 50 m                           |

## Употреба
Scud е най-употребяваната ракета при бойни действия след Фау-2. Най-нагледният пример за това е гражданската война в Афганистан, при която през 1988 г. са били изстреляни повече от 1000 ракети Scud-В, десетина от тях удрят цели дори на територията на Пакистан. Ирак изстрелва близо 200 ракети по време на войната срещу Иран, някои от които с химически бойни глави. Иран отвръща на ударите също с Scud-В. Либия организира ответен удар след бомбардировките през 1986 г., като изстрелва няколко ракети по американска охранителна станция на остров Лампедуза. Scud-В са били използвани както от Северен, така и от Южен Йемен по време на гражданската война през 1994 г. Една иракска ракета удря американска база в Саудитска Арабия по време на Войната в Залива, вследствие на което загиват 28 войници. Именно иракската армия е известна с множеството си модификации на ракетата, най-ефективната от които е Ал-Хюсеин.

## Ирак и Scud
Почти винаги медиите свързват ракетите Scud с Ирак, и това е обяснимо по ред причини. Ракетата е едно от основните офанзивни оръжия по времето на Саддам Хюсеин. Иракските ракети поразяват цели на територията на Иран, Кувейт, Израел и Саудитска Арабия по време на Войната в Залива и унищожават жилищен блок в Рияд малко след началото на войната от 2003 г.. Scud-овете са най-голямото безпокойство за Израел по това време, тъй като се разпадат на множество части при приближаване на целта и е почти невъзможно бойната глава да бъде прихваната от стандартните ракети Пейтриът. Общо 40 ракети са изстреляни срещу Израел през 1991 г. Друг проблем за Съюзниците тогава представлява и голямата подвижност на установката. Американските пилоти твърдят, че са унищожили над 100 установки, но не могат да потвърдят унищожаването на нито една. Сирия, Либия, Афганистан, Иран, Йемен и Египет използват тактика, характерна за арабските страни – те крият всичките си установки в пещери и подземни тунели, което ги прави неуязвими (и незабележими) в случай на въздушно нападение. Тази тактика е била приложена за пръв път именно от иракчаните.

## Страни, отказали се от балистичните ракети
Има няколко страни, които доброволно се отказват от всичките си арсенали от ракети Scud. Това са България, Полша, Словакия и Унгария. България се отказва от ракетите и химическите си оръжия като условие да бъде приета в НАТО.

## Оператори
- Азербайджан
- Армения
- Афганистан
- Беларус
- Виетнам
- Грузия
- Демократична република Конго (+Scud-С) (10-15)
- Египет (+Scud-С)
- Иран
- Йемен
- Казахстан
- Либия (240+)
- Обединени арабски емирства
- Русия
- Северна Корея (~600, Хвасон-5 и Хвасон-6)
- Сирия (Scud-D) (260)
- Туркменистан
- Украйна

## Бивши оператори
- България (Scud-B)(36)

Нарязани в съгласие с Договор за ликвидиране на ракетите със среден обсег на действие и изтичане на срока на годност и експлоатация. В медиите и социалните мрежи често се бъркат със ракетите СС23 Ока и се разпространява невярното твърдение че са нарязани по искане на НАТО и конкретно по искане на Турция "от страх че може да ударят Истанбул при война. България е също и ЕДИНСТВЕНАТА страна от бившите оператори която ОТКАЗВА да бъде КОМПЕНСИРАНА от НАТО и САЩ с техника и обезпечението и в замяна на извеждането на ракетите от експлоатация.{{посочи източник}}